# Лозиков Олександр Олександрович
Олекса́ндр Олекса́ндрович Ло́зиков (* 10 березня 1939, Макіївка, Донецька область) — український і російський письменник, поет і видавець, редактор хабаровського літературно-художнього й аналітичного журналу «Екумена» Член Спілки журналістів СРСР (з 1976), з 1994 — письменників Росії.
Родом з Донбасу — з міста Макіївки. Свої твори він пише російською й українською мовами, перекладає на російську й українську мови вірші нанайських письменників, зокрема Гоши Бельди. Друкує на сторінках журналу «Екумена» твори українських письменників Далекого Сходу й України, переважно з Донбасу, зокрема Василя Стуса, Миколи Руденка, Івана Світличного, Володимира Біляїва, Олега Орача, Василя Голобородька, Євгена Летюка, Григорія Кривди, Леоніда Талалая, Петра Бондарчука, Івана Білого, Анатолія Мироненка, Юрія Доценка, Олега Зав'язкіна та ін.
Співзасновник літературно-художнього та публіцистичного журналу Далекосхідна хвиля.
Член оргкомітету Всеукраїнського Товариства сприяння відродженню літературних музеїв М.Коцюбинського в Криму.

## З біографії
Народ. 10 березня 1939 р. у м. Макіївка Донецької обл., закінчив школу, потім ремісниче училище. Працював ковалем, прохідником на шахті. Військову службу відбував на Тихоокеанському флоті. Брав участь у геологічній експедиції на Мяо-Чан (Далекий Схід). У 1968 р.
почав журналістську діяльність. Працював у газеті «Тихоокеанська зірка», з 1986 р. — старшим редактором Хабаровського книжкового видавництва, потім очолив відділ масово-політичної літератури. Був головним редактором видавництва «Приамурські відомості», директором видавництва
при медичній академії, заснував газети «Дамы и господа», «Солнышко». Живе у Хабаровську, пише російською та українською
мовами, перекладає.

## Творчий доробок
Автор книг «Серебряные травы» (1986), «Всепрощающий свет» (1988), «Стопроцентный мужчина», повістей.
Окремі публікації:
- Антологія далекосхідної української лірики / Упоряд. О. О. Лозикова, передм. Г. Синьогуба. –Хабаровськ: Далекосхідна хвиля, 2009. — 176 с.
- Лозиков О. О. Поетичні твори. Вірші, байки, гуморески, переклади з нанайської та російської мови. — Хабаровськ: Далекосхідна хвиля, 2010. — 320 с.
- Лозиков О. О. Роман завдовжки з життя: Шляхами Івана Багряного. — Хабаровськ: Федерація творчості та здоров'я, 2008. — 368 с.

## Інтернет-ресурси
- http://kobza.com.ua/content/blogcategory/56/92/ [Архівовано 12 жовтня 2007 у Wayback Machine.]
- Особистий Сайт [Архівовано 3 березня 2016 у Wayback Machine.]